# Weekend!
Weekend! è una canzone del gruppo techno tedesco Scooter, pubblicata il 24 febbraio 2003 come primo singolo dal loro nono album in studio, The Stadium Techno Experience.

## Tracce
1. Weekend! (Radio Edit) – 3:35
2. Weekend! (Extended) – 5:10
3. Weekend! (Club Mix) – 6:02
4. Curfew – 3:14